# Cellisca
La cellisca es un fenómeno natural consistente en un temporal de agua y nieve muy finos impelidos con fuerza por el viento. Se forma cuando la humedad relativa se acerca al 100 %, la temperatura del aire es inferior a 0 °C, comenzando la formación de cristales en la atmósfera, y aparece viento catabático formado por una borrasca. Es un fenómeno común en las alturas montañosas durante los meses de otoño, invierno y primavera.